# 内山貴之
内山 貴之（うちやま たかゆき、1987年 - ）は、日本のビジネスプロデューサー、起業家。大正大学、非常勤講師。東京都出身。

## 略歴
1987年、東京都中央区出身。立教大学経済学部卒。
学生時代はNew zealand Institute of Sportsにてラグビー及びトレーニングを学び、U19 Wellington州代表候補に選出。同時期に釜池真道も留学しており、旧友。
2009年、ソニー株式会社入社後、ソニービジネスソリューション株式会社・ソニーマーケティング株式会社に所属。早稲田大学大学院経営管理研究科にて、2021年に修士号及びMBA（Master of Business Administration）を取得し、現在は複数の会社経営も行っている。
2023年度より大正大学社会福祉学科にて非常勤講師を務めている。

## 出演
- 読売新聞シンポジウム[8]
- THE トラッド[3][9]